# Куртагич, Хена
Хена Куртагич (серб. Хена Куртагић; род. 27 августа 2004, Нови-Пазар, Рашский округ, Сербия) — сербская волейболистка, центральная блокирующая.

## Биография
Родилась и начала заниматься волейболом в городе Нови-Пазар. В 2019 году в 15-летнем возрасте заключила свой первый профессиональный контракт с ВК ТЕНТ из Обреноваца, в составе которого в том же сезоне стала чемпионкой Сербии, а в 2021 — серебряным призёром сербского первенства. За ТЕНТ выступала на протяжении четырёх сезонов, после чего перешла во французский «Нептюн де Нант», выиграв с ним «серебро» чемпионата Франции и Кубок страны. С 2024 — игрок итальянской команды «Веро Воллей Милано», в составе которой стала серебряным призёром чемпионата и Кубка Италии и бронзовым призёром Лиги чемпионов ЕКВ.
В 2018—2022 Курагич играла за молодёжную и юниорские сборные Сербии, в составе которых становилась призёром чемпионатов мира, Европы и Балканской волейбольной ассоциации, а в 2022 — бронзовым призёром Средиземноморских игр. В 2023 дебютировала в национальной сборной Сербии в розыгрыше Лиги наций. В том же году в составе сборной стала серебряным призёром чемпионата Европы, а в 2024 приняла участие в Олимпийских играх. 

### Клубная карьера
- 2019—2023 —  ТЕНТ (Обреновац);
- 2023—2024 —  «Нептюн де Нант» (Нант);
- с 2024 —  «Веро Воллей Милано» (Монца).

## Достижения

### Со сборными Сербии
- серебряный призёр чемпионата Европы 2023.
- бронзовый призёр Средиземноморских игр 2022.
- серебряный призёр молодёжного чемпионата мира 2021.
- двукратный серебряный призёр молодёжных чемпионатов Европы — 2020, 2022.
- бронзовый призёр чемпионата Европы среди девушек 2020.
- двукратная чемпионка Балканской волейбольной ассоциации (BVA) среди девушек — 2021, 2022.
- серебряный призёр чемпионата BVA среди младших девушек 2018.

### С клубами
- чемпионка Сербии — 2020;
  - серебряный призёр чемпионата Сербии 2021.
- серебряный призёр чемпионата Франции 2024.
- победитель розыгрыша Кубка Франции 2024.
- серебряный призёр чемпионата Италии 2025.
- серебряный призёр розыгрыша Кубка Италии 2025.

- бронзовый призёр клубного чемпионата мира 2024.
- бронзовый призёр Лиги чемпионов ЕКВ 2025.
- серебряный призёр Кубка вызова ЕКВ 2024.

### Индивидуальные
- 2018: лучшая блокирующая чемпионата BVA среди младших девушек.
- 2019: лучшая центральная блокирующая чемпионата BVA среди девушек.
- 2020: лучшая центральная блокирующая (одна из двух) чемпионата Европы среди девушек.
- 2020: лучшая центральная блокирующая (одна из двух) молодёжного чемпионата Европы.
- 2021: лучшая центральная блокирующая (одна из двух) чемпионата Сербии.
- 2021: лучшая центральная блокирующая (одна из двух) чемпионата мира среди девушек.
- 2021: лучшая центральная блокирующая (одна из двух) молодёжного чемпионата мира.
- 2022: лучшая центральная блокирующая (одна из двух) чемпионата Сербии.
- 2022: лучшая центральная блокирующая (одна из двух) розыгрыша Кубка Сербии.
- 2022: лучшая центральная блокирующая (одна из двух) чемпионата BVA среди девушек.
- 2022: лучшая центральная блокирующая (одна из двух) молодёжного чемпионата Европы.
- 2024: лучшая центральная блокирующая (одна из двух) клубного чемпионата мира
- 2025: лучшая центральная блокирующая (одна из двух) Лиги чемпионов ЕКВ.